# Heteroplectron americanum
Heteroplectron americanum is een schietmot uit de familie Calamoceratidae. De soort komt voor in het Nearctisch gebied.